# Kindernothilfe Österreich
Die Kindernothilfe Österreich ist ein gemeinnütziger Verein mit Sitz in Wien, der weltweit Projekte in den Bereichen Entwicklungszusammenarbeit und Humanitäre Hilfe unterstützt. Der Verein vermittelt Kinder- und Projektpatenschaften und ist zu 100 % spendenfinanziert. Zudem engagiert sich die Kindernothilfe Österreich in nationalen Bündnissen und Kampagnen zu den Themen Kinderrechte, HIV/Aids und gegen sexuelle Ausbeutung.

## Verein
Die Kindernothilfe Österreich ist ein gemeinnütziger Verein und wurde 1996 gegründet. Der Gründung zugrundeliegend ist die Vision, benachteiligten Kindern in den ärmsten Regionen der Welt eine bessere Zukunft zu ermöglichen. Konkret engagiert sich die Kindernothilfe Österreich für die Ernährungssicherung, den Zugang zu Bildung sowie medizinischer Versorgung, fördert die Selbständigkeit der Familien und setzt sich für Kinderrechte und deren Umsetzung ein. Die Bekämpfung von Armut und ausbeuterischer Kinderarbeit sowie Schutz vor Gewalt sind ebenso fundamentale Bestandteile der Vereinsarbeit.

## Projektarbeit
Der Verein setzt im Verbund mit anderen Kindernothilfe Organisationen gemeinsam Projektschwerpunkte in mehr als 30 Ländern in Lateinamerika, Afrika und Asien. Die Zusammenarbeit erfolgt ausschließlich mit lokalen Partnerorganisationen, die mit den Bedürfnissen vor Ort vertraut und in der Arbeit mit Kindern erfahren sind. Etliche der Partnerorganisationen haben einen christlichen Hintergrund, die Förderung der Mädchen und Buben geschieht jedoch unabhängig von ihrer Religions- oder Kirchenzugehörigkeit.
Besondere Schwerpunkte sind Projekte für Kinder in Risikogruppen wie das bei Aidswaisen, Kinderarbeitern, Straßenkindern, Kindern aus benachteiligten Bevölkerungsgruppen und missbrauchten Kindern der Fall ist.
Neben der direkten Förderung eines Kindes und dessen Schutz vor Gewalt und Ausbeutung ist die Stärkung der Familie und der Dorfgemeinschaft, in denen das Kind aufwächst, für die Kindernothilfe von großer Bedeutung. Dazu werden die Familien von Beginn an in die Ausarbeitung und Umsetzung der Hilfsmaßnahmen einbezogen. Ernährung, Bildung, medizinische Versorgung und neue Einkommenswege werden gemeinsam verbessert. Ziel ist die Stärkung der Selbsthilfekräfte und der Eigeninitiative der Menschen vor Ort.
Seit 2005 bildet die humanitäre Hilfe einen wesentlichen Bestandteil in der Projektarbeit. Besonderes Augenmerk wird neben der Soforthilfe nach einer Katastrophe auf den Wiederaufbau von Strukturen, Einkommen schaffenden Maßnahmen und den Aufbau von Kinderzentren, sogenannten Child Friendly Spaces, gelegt.

## Finanzierung
Die Unterstützung der Hilfsmaßnahmen erfolgt überwiegend durch Patenschaftsbeiträge, Spendenaktionen und Unternehmenskooperationen. Ein Jahresbericht gibt Auskunft über die aktuellen Projektschwerpunkte und die widmungsgemäße Verwendung der erhaltenen Spenden. Die Kindernothilfe Österreich trägt seit 1. Juli 2003 das Österreichische Spendengütesiegel und ist seit dem Jahr 2009 auf der Liste der begünstigten Einrichtungen des Bundesministeriums für Finanzen. Dies bedeutet, dass Spenden an die Kindernothilfe Österreich steuerlich abgesetzt werden können. Die Kindernothilfe Österreich hat außerdem einen eigenen Ombudsmann zur Korruptionsbekämpfung bestellt.
Im Jahr 2016 haben zwei Vorstandsmitglieder des Vereins auch nach dem Bundesstiftungs- und Fondsgesetz 2015 eine gemeinnützige Stiftung errichtet – www.stiftung-kindernothilfe.at.

## Netzwerke und Kampagnen
Der Verein engagiert sich in folgenden nationalen Bündnissen und Kampagnen:
- Aktionsbündnis gegen HIV/Aids: Die Kindernothilfe Österreich hat sich als Mitglied im Österreichischen Aktionsbündnis gegen HIV/Aids zur Aufgabe gesetzt, in Österreich ein stärkeres Bewusstsein über die nationale und internationale Dimension von HIV/Aids zu verankern.
- Ecpat Österreich ist eine nationale „Arbeitsgemeinschaft zum Schutz der Rechte der Kinder vor sexueller Ausbeutung“ und vertritt die Anliegen von ECPAT International in Österreich.
- Netzwerk Kinderrechte: Das Recht auf ausreichende Ernährung und Ausbildung bleibt vielen Kindern verwehrt, obwohl die Rechte von Kindern in der UN-Kinderrechtskonvention festgeschrieben sind. Im Netzwerk Kinderrechte Österreich – National Coalition (NC) – setzt sich die Kindernothilfe Österreich gemeinsam mit 32 weiteren Organisation für die Umsetzung der UN-Kinderrechtskonvention in Österreich ein.
- SDG Watch Austria – Netzwerk österreichischer NGOs zur Förderung der nachhaltigen Entwicklungsziele